# Taglio-Isolaccio
Taglio-Isolaccio település Franciaországban, Haute-Corse megyében. Lakosainak száma 609 fő (2022. január 1.). Taglio-Isolaccio Penta-di-Casinca, Pero-Casevecchie, Pruno és Talasani községekkel határos.

## Népesség
A település népessége az elmúlt években az alábbi módon változott:
| Lakosok száma | 420  | 364  | 526  | 521  | 565  | 570  | 572  | 583  | 581  | 609  |
|               | 1968 | 1982 | 1990 | 2006 | 2013 | 2015 | 2017 | 2019 | 2020 | 2022 |